# Hypoxis parvifolia
Hypoxis parvifolia är en enhjärtbladig växtart som beskrevs av John Gilbert Baker. Hypoxis parvifolia ingår i släktet Hypoxis och familjen Hypoxidaceae. Inga underarter finns listade i Catalogue of Life.